# Сьоме знамення
«Сьоме знамення» («The Seventh Sign») — американська містична кінодрама 1988 року, знята Карлом Шульцем, з Майклом Біном і Демі Мур у головних ролях.

## Сюжет
По всій земній кулі починають відбуватися події, які людина віруюча вважала б ознаками кінця світу — ціле місто виявляється замороженим у спекотній пустелі, риба помирає в морях, річки забарвлюються кров'ю… Нічим не примітне американське подружжя Квіннів здає свій порожній будиночок Девіду Беннону, людині, на перший погляд вельми добропорядній. Але Еббі Квінн сняться дивні сни, вона починає відчувати, що доля її дитини, яка ось-ось має народитися, якось пов'язана з Бенноном і катаклізмами, що відбуваються.

## У ролях
- Майкл Бін — Рассел Квін
- Демі Мур — Еббі Квін
- Юрген Прохнов — Девід Беннон
- Пітер Фрідман — Люччі, священик
- Лі Гарлінгтон — Маргарет Іннес, лікар
- Джон Тейлор — Джиммі
- Акосуа Бусіа — Пенні
- Гаррі Базіл — роль другого плану
- Арнольд Джонсон — роль другого плану
- Джон Волкатт — роль другого плану
- Майкл Ласкін — роль другого плану
- Х'юго Стенгер — роль другого плану
- Патрісія Еллісон — роль другого плану
- Йєн Б'юкенен — роль другого плану
- Глінн Едвардс — роль другого плану
- Робін Грот — роль другого плану
- Дарвін Карсон — репортер
- Ларрі Ейзенберг — репортер
- Кетрін Міллер — роль другого плану
- Девід Кінг — роль другого плану
- Фредерік Арнольд — роль другого плану
- Леонардо Чиміно — роль другого плану
- Річард Девон — роль другого плану
- Бланш Рабін — роль другого плану
- Джон Герд — роль другого плану
- Джо Мейс — роль другого плану
- Боб Херрон — роль другого плану
- Хенк Каліа — роль другого плану
- Гарі Еппер — роль другого плану
- Джон Шеррод — роль другого плану
- Дік Спенглер — роль другого плану
- Дороті Сінклер — репортер
- Крістіана Карман — роль другого плану
- Маріко Тсе — роль другого плану
- Раббі Вільям Крамер — роль другого плану
- Менні Джейкобс — роль другого плану

## Знімальна група
- Режисер — Карл Шульц
- Сценарист — Кліффорд Грін
- Оператор — Хуан Руїс Анчія
- Композитор — Джек Ніцше
- Продюсери — Роберт В. Корт, Тед Філд, Пол Р. Гуріан